# The Journey (Ky-Mani Marley)
The Journey è il secondo album del rapper Ky-Mani Marley pubblicato nel 2000.

## Tracce
1. Rude Boy – 3:42 – produttore Eddison Electrik, Salaam Remi
2. Fell In Love (feat. Peter Morgan) – 4:35 – produttore Denroy Morgan, Morgan Heritage
3. Country Journey – 4:29 – produttore Denroy Morgan, Morgan Heritage
4. Dear Dad – 3:56 – produttore Clifton Dillon
5. Return Of A King – 4:57 – produttore Clifton Dillon, Roy Jobe
6. Emperor – 4:37 – produttore Clifton Dillon, Willie Lindo
7. Party's On – 4:37 – produttore Mike Clarke, Eddison Electrik, Salaam Remi
8. Hi-Way – 3:55 – produttore Clifton Dillon, Roy Jobe
9. Tom Drunk – 4:17 – produttore Clifton Dillon, Eddison Electrik
10. No Faith – 4:58 – produttore Tony "CD" Kelly*
11. Your Love – 3:54 – produttore Clifton Dillon, Roy Jobe
12. Fire, Fire – 4:51 – produttore Clifton Dillon, Derrick Barnett
13. Warriors – 4:05 – produttore Christopher Garvey, Kymani Marley
14. Lord Is My Shepherd – 4:05 – produttore Clifton Dillon